# Tom Crepon
Tom Crepon, eigentlich Carl-Thomas Crepon, Pseudonyme Claus Wendt, Hans Knutt (* 1938 in Demmin; † 2010 in Ratzeburg), war ein deutscher Schriftsteller. Er war inoffizieller Mitarbeiter des Ministeriums für Staatssicherheit (MfS).

## Leben
Tom Crepon wuchs in Teterow auf. Nach dem Abitur 1958 und Ableistung des Wehrdiensts in der NVA studierte er Anglistik und Germanistik an den Universitäten Greifswald, Rostock und Berlin. Von 1964 bis 1967 war er als Lehrer an der Erweiterten Oberschule in Teterow tätig. 1967 wurde er Aspirant der Literaturwissenschaft am Institut für Gesellschaftswissenschaften beim ZK der SED in Berlin, wo er 1971 mit einer Kollektiv-Dissertation zum Dr. phil. promoviert wurde.
Im Jahr 1971 erteilte die SED ihrem Mitglied Crepon den Parteiauftrag, in der Bezirkshauptstadt Neubrandenburg „zur Förderung der sozialistischen Gegenwartsliteratur“ ein Literaturzentrum zu gründen und „Erfahrungen auf dem Gebiet der Autorenbetreuung zu sammeln“. Bei der Gründung des Literaturzentrums als Einrichtung des Rats des Bezirks Neubrandenburg warb das MfS 1972 Crepon als inoffiziellen Mitarbeiter an. Nach einem Auskunftsbericht des MfS von 1984 zu Crepon wurde das Literaturzentrum „unter seiner Leitung den kulturpolitischen Forderungen gerecht und genießt im DDR-Maßstab Achtung und Autorität. Neben der Förderung und angestrebten Profilierung junger Autoren finden bedeutende sicherheitspolitische Aspekte, u. a. die positive Einflussnahme und Kontrolle von politisch-negativen bzw. schwankenden Personenkreisen und ihrem literarischen Schaffen und Wirksamwerden, entsprechende Beachtung.“ Als Klaus Richter setzte das MfS Crepon bis in die 1980er Jahre in den IM-Kategorien IMS und IME (d. h. zur Beobachtung, zu Ermittlungen und zum Erstellen interner Gutachten zu Schriftstellerkollegen) ein. In dieser Eigenschaft spionierte Crepon unter anderem Brigitte Reimann aus, behinderte die Forschungen von Werner Liersch und war an der Verfolgung von Annegret Gollin beteiligt.
Im Jahr 1978 war Crepon Mittelsmann beim Ankauf des in Braunschweig lagernden Fallada-Nachlasses gegen Devisenzahlungen des DDR-Kulturministeriums durch die Akademie der Künste der DDR. Mit dem Nachlass wurde 1981 im Carwitzer Hans-Fallada-Haus ein Archiv eingerichtet. 
Ab 1981 war Crepon auch Bezirksvorsitzender des Schriftstellerverbands der DDR für den Bezirk Neubrandenburg.
Crepon gab 1985/1986 beide Posten auf, um als freischaffender Autor zu wirken. Im Juli 1989 verließ er mit einem Einjahres-Visum als Stipendiat der Stiftung Herzogtum Lauenburg die DDR. Seit 1992 lebte er in Lübeck, wo er von 1991 bis 1993 Mitarbeiter für Öffentlichkeitsarbeit der Stadtbibliothek war. Als Liersch 1993 seiner Stasiakte entnahm, dass Crepon seine Forschungen im Auftrag des MfS massiv behindert hatte, forderte er die eng mit dem Literaturzentrum verbundene Hans-Fallada-Gesellschaft ohne Erfolg auf, die IM-Tätigkeit Crepons zu diskutieren.
1994 war Crepon Stadtschreiber in Otterndorf.

## Werke

### AlsCarl-Thomas Crepon
- (mit Dietmar Hans Angler, Werner Jehser, Sepp Müller, Leopold Sladczyk): Hauptfragen der sozialistischen Parteilichkeit und Volksverbundenheit in der DDR-Literatur der Gegenwart. 2 Bände, Berlin, Institut für Gesellschaftswissenschaften beim ZK der SED 1971

### AlsTom Crepon
- Leben und Tode des Hans Fallada. Halle: Mitteldeutscher Verlag 1978 – mehrere Auflagen

(Westausgabe) Hamburg: Hoffmann und Campe 1981 ISBN 3-455-00400-8; (Taschenbuchausgabe) Frankfurt/M.: Ullstein 1984 ISBN 3-548-27529-X
- Leberecht von Blücher. Berlin: Neues Leben 1988 ISBN 3-355-00624-6, 2. Auflage 1990
- Leben und Leiden des Ernst Barlach. Rostock: Hinstorff 1988 ISBN 3-356-00065-9, 2. Auflage 1990
- Mecklenburg-Vorpommern: eine kleine historisch-kulturelle Landeskunde. Kiel: Landeszentrale für Politische Bildung 1990 (Gegenwartsfragen; 67)
- Heinrich Schliemann. Berlin: Neues Leben 1990 ISBN 3-355-01029-4
- Mecklenburg-Vorpommern: Bilder einer Landschaft. Rostock: Hinstorff 1993 ISBN 3-356-00505-7 (Text Englisch und Deutsch), 2. Auflage 1995

Neuausgabe  Rostock: Hinstorff 1998 ISBN 3-356-00779-3 (dt.)/ ISBN 3-356-00780-7 (engl.)
- Holsteinische Schweiz. Rostock: Hinstorff 1993 ISBN 3-356-00501-4
- Eine Stadt wie aus Marzipan: das große Lübeck-Lesebuch. Rostock: Hinstorff 1993 ISBN 3-356-00516-2
- (mit Marianne Dwars) An der Schwale liegt (k)ein Märchen: Hans Fallada in Neumünster. Neumünster: Wachholtz 1993 ISBN 3-529-06220-0
- Kinderspiele in Norddeutschland. Neumünster: Wachholtz 1997 ISBN 3-529-06357-6
- Friedrich Schult. Freund Ernst Barlachs. Schwerin: Demmler 1997 ISBN 3-910150-37-3
- Kurzes Leben – langes Sterben: Hans Fallada in Mecklenburg. Rostock: Hinstorff 1998 ISBN 3-356-00797-1
- Gebhard Leberecht von Blücher – sein Leben, seine Kämpfe. Rostock: Hinstorff 1999 ISBN 3-356-00833-1

### AlsClaus Wendt
- Kunst-Stücke:  Aphorismen und andere Gedanken-Sprünge. Berlin: Eulenspiegel-Verlag 1984
- Vollmanns Frau. Berlin: Tribüne 1988 ISBN 3-7303-0196-9